# Президентские выборы в Сальвадоре (1915)
Президентские выборы в Сальвадоре проходили 12 января 1915 года. Единственным кандидатом был Карлос Мелендес, который был избран в результате безальтернативного голосования.

## Результаты
| Кандидат                           | Партия                              | Голоса | %   |
| ---------------------------------- | ----------------------------------- | ------ | --- |
| Карлос Мелендес                    | Национальная демократическая партия |        | 100 |
| Недействительных/пустых бюллетеней |                                     |        |     |
| Всего                              | Всего                               |        | 100 |